# Bund für Menschenrecht
De Bund für Menschenrecht (letterlijk: Bond voor Mensenrecht, vaak afgekort tot BfM) is een in 1923 van de Deutscher Freundschaftsverband (DFV) afgesplitste organisatie die zich richtte op homoseksuelen en andere lhbt'ers. Doel van de BfM was het afschaffen van paragraaf 175. De bond was geassocieerd met verschillende tijdschriften via Friedrich Radszuweit, de voorzitter van de bond die tevens uitgever was. Zo gaf Radszuweit het clubblad van de bond uit, Das Freundschaftsblatt, maar ook Die Freundin, Das 3. Geschlecht en Die Insel: Magazin der Einsamen. Ook Lotte Hahm en de damesclub die zij leidde, Damenklub Violetta, waren nauw verbonden met de bond. Op haar hoogtepunt claimde de bond 100.000 leden in haar gelederen te hebben. De bond behaalde in 1927 zeker 65.000 leden. Na het overlijden van Radszuweit en het aantreden van de Nazi-partij kromp de vereniging in hoog tempo in. In 1934 had de vereniging nog maar drie leden en was op sterven na dood. In 1936 werd de vereniging officieel opgeheven.

## Geschiedenis en ontstaan van concurrentie
De Bund für Menschenrecht was in 1919 begonnen als Berliner Freundschaftsbund. Daarmee viel de Berlijnse organisatie onder de Deutscher Freundschaftsverband, een overkoepelende organisatie die alle lokale vriendschapsverenigingen bijeenbracht. Deze verenigingen, die bestonden door geheel Duitsland, waren organisaties voor homoseksuelen, die voor de term 'vriendschap' kozen om de daadwerkelijke aard van de organisatie te verbloemen.
Al snel wisten heteroseksuelen echter ook wat er bedoeld werd met de term 'vriendschap' in deze context. Friedrich Radszuweit, die op dat moment lid was van de Berlijnse Vriendschapsvereniging, opperde dan ook op een vergadering in 1922 om de naam van de Berlijnse tak te veranderen naar de Bund für Menschenrecht. Efficient trok hij daarmee ook de bond onder de DFV vandaan, iets wat er al langer aan zat te komen; er was veel wrijving binnen de DFV. Er zouden twee vriendschapsverenigingen meegaan in de bond die in 1923 daadwerkelijk onder de nieuwe naam doorging.

### Concurrentie
Nadat de bond zich afgesplitst had van de DFV, ontstond er grote concurrentie tussen beide partijen. Deze uitte zich ook in de bladen die door beide organisaties werden gepubliceerd, zoals Die Freundin en Frauenliebe, die een vergelijkbaar segment bedienden, namelijk lesbische vrouwen. De wrijving kwam ook naar boven tussen Violetta en Monbijou, beiden clubs voor dames.

## Invloed
De bond had door zijn hoge ledenaantal een behoorlijke invloed op de lhbt-gemeenschap van de Weimarrepubliek. De bladen die met de bond geassocieerd waren hadden een aanzienlijke inbreng binnen het leven van queer mensen in die tijd. Zo zou Die Freundin een belangrijke invloed hebben op de opbouw van de lesbische cultuur. Het blad verbond lesbiennes, maar zorgde er ook voor dat bepaalde lesbische ontmoetingsplaatsen beter bekend werden. Hoewel er begin 1920'er jaren nog weinig sprake was van een lesbische cultuur, zou deze eind van dat decennium, onder meer door Die Freundin, duidelijk en vastomlijnd aanwezig zijn.
Toch verzette de organisatie zich nauwelijks tegen de (overname van) de nazi's. De reden hiervoor lag waarschijnlijk in de respectabiliteitspolitiek van Radszuweit die sommige delen van de queer-gemeenschap als minderwaardig zag en hen wilde opofferen voor de 'respectabele' homoseksueel. Ook antisemitisme was hem niet vreemd en zijn vaste vriend was onderdeel van de Hitlerjugend geweest en nam deel aan de knokpartijen die in de Weimarrepubliek veel op straat voorkwamen. De bond als geheel wilde hij echter als neutrale instantie behouden, wat er voor zou zorgen dat hij niet in verzet kwam tegen de opkomst van de nazi's. Tijdens de machtsovername van de nationaalsocialisten was hij zelf al overleden.
Anna Blamanhuis ·
Apollo ·
Çavaria ·
De Kringen ·
Delftse Werkgroep Homoseksualiteit ·
DITO! ·
Equality for Gays And Lesbians In The European institutions ·
European Pride Organisers Association ·
Federatie Studenten Werkgroepen Homoseksualiteit ·
FemFusion ·
Gay & Lesbian Switchboard ·
Gay and Lesbian Kingdom of the Coral Sea Islands ·
Gay Business Amsterdam ·
GLAAD ·
Het Roze Huis ·
Hirschfeld-Eddy Stichting ·
Homo LesBische Federatie Nederland ·
Homoconsumentenbond ·
Homogroep Wageningen ·
Human Rights Campaign ·
IGLHRC ·
IHLIA LGBTI Heritage ·
ILGA ·
ILGA-Europe ·
International Gay and Lesbian Human Rights Commission ·
Lesben- und Schwulenverband in Deutschland ·
LGB Alliance ·
Lhbt-studentenvereniging ·
Metropolitaanse Gemeenschapskerk ·
Mikpunt ·
Nederlandsch Wetenschappelijk Humanitair Komitee ·
Nederlandse Vereniging tot Integratie van Homoseksualiteit COC ·
Stichting OUT! ·
OutFront Minnesota ·
ProGay ·
Radical faeries ·
Regenbooghuis Brussel ·
Roze Actiefront ·
Roze Front ·
Roze Leeuwen ·
Roze Zaterdag ·
RozeLinks ·
Schorer ·
Stichting PANN ·
Trainbow Belgium ·
Transgender Netwerk Nederland ·
Verkeerd Geparkeerd ·
Wel Jong ·
Wissenschaftlich-humanitäre Komitee ·
Deutscher Freundschaftsverband ·
Damenklub Violetta ·
Bund für Menschenrecht ·
Eldorado (homobar) ·

 Portaal LHBT